# Завидовка (Рогачёвский район)
Завидовка (бел. Завідаўка) — посёлок в Болотнянском сельсовете Рогачёвского района Гомельской области Белоруссии.

## География

### Расположение
В 40 км на северо-восток от районного центра и железнодорожной станции Рогачёв (на линии Могилёв — Жлобин), 104 км от Гомеля.

### Гидрография
На реке Гутлянка (приток реки Днепр).

## Транспортная сеть
Рядом автодорога Довск — Славгород). Застройка деревянная, усадебного типа.

## История
Основан в начале 1920-х годов переселенцами из соседних деревень на бывших помещичьих землях. В 1931 году жители вступили в колхоз. Во время Великой Отечественной войны 4 жителя погибли на фронте. Согласно переписи 1959 года в составе колхоза имени В. И. Ленина (центр — деревня Болотня).

## Население
- 1959 год — 44 жителя (согласно переписи).
- 2004 год — 3 хозяйства, 4 жителя.